# Manitoba Census Division No. 15
Die Census Division No. 15 in der kanadischen Provinz Manitoba gehört zur Southwest Region. Sie hat eine Fläche von 9326,6 km² und 21.379 Einwohner (Stand: 2016). 2011 betrug die Einwohnerzahl 21.604.

## Census Subdivisions
Im Folgenden die "Census Subdivisions" („Zensus-Untergliederungen“) der Division No. 15 mit Stand vom Census 2016.
- Birdtail Creek 57 (Indian reserve)
- Clanwilliam-Erickson (Municipality)
- Ellice-Archie (Rural municipality)
- Gambler 63 (Part) (Indian reserve)
- Hamiota (Municipality)
- Harrison Park (Municipality)
- Keeseekoowenin 61 (Indian reserve)
- Minnedosa (Town)
- Minto-Odanah (Municipality)
- Neepawa (Town)
- Oakview (Rural municipality)
- Prairie View (Municipality)
- Rolling River 67 (Indian reserve)
- Rolling River 67B (Indian reserve)
- Rosedale (Rural municipality)
- Yellowhead (Rural municipality)